# Бурдон, Марк-Андре
Марк-Андре Бурдон (англ. Marc-André Bourdon; 17 сентября 1989, Сен-Иасент, Квебек, Канада) —канадский профессиональный хоккеист, защитник. Бурдон был выбран «Филадельфия Флайерз» в третьем раунде (под 67-м номером) драфта НХЛ 2008 года. Бурдон играл в системе «Флайерз» 5 лет, но за основную команду сыграл лишь 45 матчей в сезоне 2011/12. Из-за многочисленных травм закончил карьеру в 2014 году. C 2015 по 2017 годы был помощником тренера студенческой хоккейной команды Университета Либерти.

## Карьера
Бурдон играл в главной юниорской хоккейной лиге Квебека 5 сезонов за «Руэн-Норанда Хаскис» и «Римуски Осеаник». По итогам сезона 2007/2008 он получил приз лучшему защитнику года и вошёл в первую пятёрку символической сборной QMJHL. Чертами его игрового стиля стало хорошее катание и частые подключения к атаке. От Бурдона были большие ожидания после того как «Филадельфия Флайерз» выбрали его в третьем раунде драфта НХЛ 2008 года, но после своего первого сезона за «Эдирондек Фантомс», фарм-клуб «Флайерз» в АХЛ, игру Бурдона оценивали как разочаровывающую. (Бурдон набрал всего 19 очков в 61 игре) В следующем сезоне игра Бурдона не стала лучше и его отправили в клуб низшего уровня в системе «Флайерз» «Гринвилль Роуд Уорриорз» из ECHL, где он играл до конца сезона.
Начав сезон 2011/12 в составе «Фантомс», 21 ноября, из-за травм защитников Криса Пронгера и Брэйдона Коберна, Бурдона и его одноклубника Кевина Маршалла вызвали в состав основной команды. Бурдон дебютировал в НХЛ в тот же день в матче против «Каролина Харрикейнз». 13 декабря Бурдон набрал своё первое очко в НХЛ, забив победный гол в игре против «Вашингтон Кэпиталз» (матч завершился со счётом 5:1). Команда была впечатлена его игрой, а скауты команды заявили, что «он играл в НХЛ лучше, чем когда-либо в качестве Фантома (игрока Фантомс)».
8 августа 2012 года Бурдон продлил контракт с «Флайерз». Финансовые условия контракта официально не были раскрыты, но CSNPhilly.com сообщил, что соглашение Бурдона было заключено на два года и на 1,225 млн долларов, что в среднем составляло 612,500 долларов в год. В следующих двух сезонах, из-за сотрясений мозга, он смог сыграть всего в 24 играх в АХЛ. После сезона 2013/14 Бурдон завершил карьеру игрока.

## Награды и достижения

### Личные
- Эмиль Бушар Трофи (2008)
- Первая сборная всех звёзд QMJHL (2008)

## Статистика
| Легенда | Легенда                    | Легенда | Легенда                   | Легенда | Легенда    |
| ------- | -------------------------- | ------- | ------------------------- | ------- | ---------- |
| И       | Количество проведённых игр | Штр     | Штрафное время            | +/−     | Плюс-минус |
| Г       | Голы                       | П       | Голевые передачи          | О       | Очки       |
| -       | Статистика неизвестна      | —       | Статистика не учитывалась |         |            |